# Губер
Губер је посебна врста тканине која има функцију покривача, простирке за постељу или огртача положајнику у време божићних обичаја.

## Синоними
Лепедов — поњава — ћилим — ћебе — ћилимак — чупавац — покровац — крперац — ћилимац — веленац — дароц — поњавица.

## Опште информације
Губер, као тканина домаће израде претежно је користило српско становништво, али и други народи у појединим крајевима Балканског полуострва до 20. века, када је због високих трошкова израде био привилегија богатијих домаћинстава. Да је његова вредност била изузетно цењена међу укућанима у Србији, говори податак да се губером одавала пошта положајнику за Божић, или виђенијим гостима који би случајно заноћили у кући неког домаћина. У наведеним ситуацијаама ако га домаћинство није поседовало, домаћица је за ту прилику зајмила губер од фамилије или комшија.
Како је за израду губера требало доста вуне, то је утицало на чињеницу, да иако је нешто масовније почео да се тка у 20. веку, ипак он и даље није био заступљен у већем броју у употреби на простору Србије и у другим деловима Балканског полуострва.
Скупоћа израде губера од чисте вуне, али и употреба вуне за друге намене, пре свега продају, одразила се и на његов сировински састав, па је губер израђиван не само од чисте вуне већ и од мешаине конопље и вуне. Губери који су рађени од мешовите сировине, за основу су имали предиво од конопље (предено на великом вретену), а за потку коришћена је вуна опредена на вретену званом кунурача.
Губери који су рађени искључиво од чисте вуне за основу су имали „велику вуну” (влас) предену и упредену на великом вретену. И потка од вуне предена је као и основа на великом вретену, само на знатно пуније нити.
И вунени и мешовити губер ткан је на исти начин и састојао се од три спојене поле. Свака од пола бројала је од 100 до 120 жица. А само ткање је вршено у четворо (у четири нита). Овако израђен губер чинио је прелаз од поњаве од кучине ка губеру од вуне 
Све до 60-тих година 20. века губер је имао природну боју сировине — белу, да би потом почео да се боји. Једноставан губер у боји, називан је „губер на претке” или „шарени губер”.
Иако је ова врста покривача у 21. веку доста изгубила на значају, једноставни губери у природној боји вуне, користе се и данас у неким деловима Србије уместо јоргана, најчешће са платненом навлаком, или као прекривач на кревету, преко кога се ставља платнени чаршаф (креветница).